# Gobierno federal de los Estados Unidos
El Gobierno federal de los Estados Unidos (en inglés, The Federal Government of the United States; abreviado U.S. Federal Government) es el gobierno nacional de los Estados Unidos, una federación constitucional de América del Norte compuesta por cincuenta estados, el distrito federal de Washington D. C. (la capital del país) y varios territorios dependientes. Está constituido bajo las teorías de separación de poderes, pesos y contrapesos (checks and balances). El Estado federal está partido en tres ramas distintas, divididas y separadas: legislativa, ejecutiva y judicial, cuyos poderes están conferidos por la Constitución de los Estados Unidos en el Congreso, el presidente y los tribunales federales, respectivamente. Cada rama tiene una exclusiva esfera de competencia propia y poderes que les permiten limitar las acciones de las otras dos ramas. La finalidad de este sistema es evitar la tiranía que ocurriría si una rama del poder público concentrará demasiado poder y dominara a las otras dos. Los poderes y deberes de estas ramas se definen con mayor detalle por las actas del Congreso, incluida la creación de departamentos ejecutivos y tribunales inferiores a la Corte Suprema.
Las leyes de los Estados Unidos están contenidas en la legislación federal, recopiladas en el Código de los Estados Unidos; las reglas dictadas por las agencias administrativas reconocidas por la legislación a promulgarlas; y las decisiones judiciales y de agencias interpretando los estatutos y reglamentaciones.

## Historia

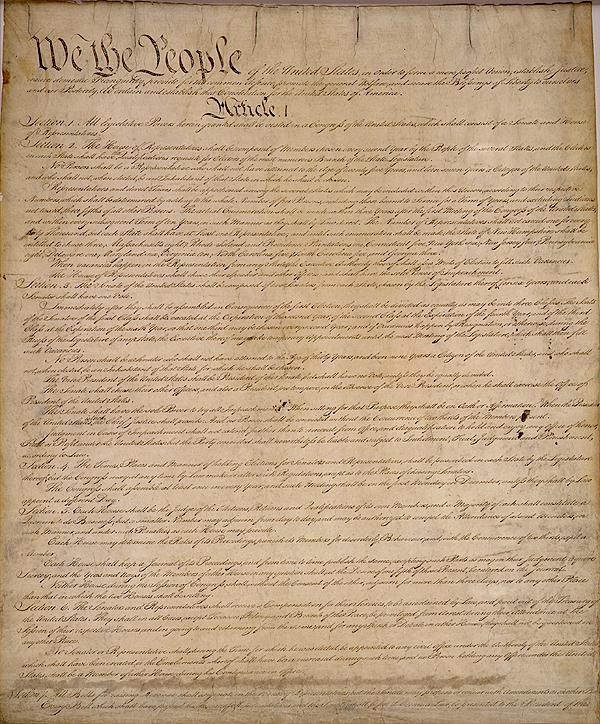
La Constitución de los Estados Unidos, aprobada en 1789 por una convención constitucional en Filadelfia, establece el marco básico del gobierno de los Estados Unidos en sus seis artículos. Esta Constitución sustituyó el sistema confederado, que estuvo en vigor de 1781 a 1788. La Constitución actualmente se exhibe en los Archivos Nacionales de Estados Unidos.

El bosquejo del gobierno de los Estados Unidos se presenta en la Constitución.  El gobierno se formó en 1789, cuando entró en vigor su Constitución reemplazando a los Artículos de la Confederación, convirtiendo a los Estados Unidos en la primera república constitucional del mundo.
El gobierno de los Estados Unidos se basa en los principios del federalismo y el republicanismo, en los cuales el poder se comparte entre el gobierno federal y los gobiernos estatales. La interpretación y ejecución de estos principios, incluidos los poderes que debe tener el gobierno federal y cómo se pueden ejercer esos poderes, se han debatido desde la adopción de la Constitución. Algunos defienden los poderes federales expansivos, mientras que otros abogan por un papel más limitado para el gobierno central en relación con los individuos, los estados u otras entidades reconocidas.
Desde la guerra civil estadounidense, los poderes del gobierno federal se han expandido en general, aunque ha habido períodos desde la época de dominio del poder legislativo (por ejemplo, las décadas inmediatamente posteriores a la Guerra Civil) o cuando los defensores de los derechos de los estados han logrado limitar poder federal a través de acción legislativa, prerrogativa ejecutiva o interpretación constitucional por parte de los tribunales. Uno de los pilares teóricos de la Constitución de los Estados Unidos Es la idea de «controles y equilibrios» entre los poderes y responsabilidades de las tres ramas del gobierno estadounidense: el ejecutivo, el legislativo y el judicial. Por ejemplo, mientras que la rama legislativa (el Congreso) tiene el poder de crear leyes, la rama ejecutiva bajo el presidente puede vetar cualquier legislación, un acto que, a su vez, puede ser anulado por el Congreso. El presidente nómina a los jueces a la autoridad judicial más alta de la nación, la Corte Suprema, pero esos candidatos deben ser aprobados por el Congreso. El Tribunal Supremo, a su vez, puede invalidar los actos ejecutivos y legislativos inconstitucionales, y desde primera instancia se puede suspender la aplicación de una ley u orden ejecutiva.

## Poder legislativo

Escudo del Congreso

El Artículo I de la Constitución asigna todos los poderes legislativos del gobierno federal al Congreso, que está dividido en dos cámaras, el Senado y la Cámara de Representantes. El Senado está compuesto de dos miembros por cada Estado. Su número de miembros actual es de cien. Los miembros de la Cámara de Representantes están basados en la población de cada Estado. El total de miembros está fijado por su estatuto en 435. Los miembros de la Cámara de Representantes y del Senado son elegidos por votación a una sola vuelta (first-past-the-post) en cada Estado, excepto en Luisiana y  Washington, que lo hacen a dos vueltas (runoff).
La Constitución no exige específicamente el establecimiento de  Comités del Congreso de los Estados Unidos. No obstante, a medida que la nación fue creciendo, también lo hizo la necesidad de investigar más profundamente la legislación pendiente. El 117 Congreso (2021-2023) llegó a tener veinticuatro comités activos en la Cámara de Representantes y veintiuno en el Senado, además de cuatro comités adjuntos permanentes con miembros de ambas Cámaras supervisando la Biblioteca del Congreso, la prensa, los impuestos y la economía. Además, cada Cámara puede nombrar, o seleccionar, comités especiales para el estudio de problemas específicos. Debido al incremento de la carga de trabajo, los comités establecidos se han distribuido en alrededor de ciento cincuenta subcomités.
El Congreso tiene la responsabilidad de controlar e influir en aspectos de la rama ejecutiva. La supervisión del Congreso evita el despilfarro y el fraude, protege las libertades civiles y los derechos individuales, asegura el cumplimiento de la ley por el ejecutivo, rastrea informaciones para formular leyes y educar a la población, y evalúa la actuación del ejecutivo. Esto se aplica a los departamentos ministeriales, agencias del ejecutivo, comisiones reguladoras, y a la presidencia. La supervisión del Congreso adopta muchas formas:
- Requerimientos y audiencias del Comité;
- Consultas formales al Presidente e informes recibidos de él;
- Asesoramiento al Senado y consentimiento de los nombramientos presidenciales y para los tratados;
- Procedimientos de censura de la Cámara de Representantes y subsiguientes juicios en el Senado;
- Procedimientos de la Cámara de Representantes y del Senado de acuerdo con la 25.ª enmienda, en el caso de que el presidente quede discapacitado, o el cargo de Vicepresidente quede vacante;
- Encuentros informales entre legisladores y secretarios del ejecutivo;
- Asignación de miembros del Congreso a comisiones gubernamentales;
- Estudios de los comités del Congreso y agencias auxiliares tales como la Oficina del Congreso para el Presupuesto, y la Oficina de Auditoría del Gobierno, que son ambas secciones del Congreso.

### Responsabilidades de un congresista
Cada uno de los congresistas debe asumir cuatro funciones. Estas funciones incluyen las de: legislador, miembro de comité, representante de sus electores y servidor de sus electores.

### Facultades del Congreso
La constitución concede al Congreso numerosas facultades. Incluyen el poder para: establecer y cobrar impuestos, pagar deudas, proveer para la defensa común y el bienestar general de los Estados Unidos, tomar prestado dinero en base al crédito de los Estados Unidos, regular el comercio con otras naciones, establecer una regulación uniforme para la naturalización, acuñar moneda y regular su valor, proveer para el castigo de las falsificaciones, establecer oficinas postales y carreteras, promover el progreso y la ciencia, crear tribunales inferiores a la Corte Suprema, definir y castigar actos de piratería y felonía, declarar la guerra, hacer levas y mantener ejércitos, proveer y mantener una flota, dictar reglas para la regulación de las fuerzas terrestres y navales, proveer la milicia, armar y disciplinar la milicia, ejercitar la legislación exclusiva en Washington, y dictar las leyes necesarias para ejecutar las facultades del Congreso.

## Poder ejecutivo
El artículo II de la Constitución establece la rama ejecutiva del Estado, que es en sí misma el gobierno federal del país.

### Presidente y vicepresidente
El presidente de los Estados Unidos es a la vez jefe de Estado y jefe de Gobierno, así como también comandante en jefe de las fuerzas armadas, y  jefe de la diplomacia. El presidente, como dice la Constitución, debe «tener a su cuidado el que se cumplan fielmente las leyes». Para llevar a cabo esta responsabilidad, él o ella presiden la rama ejecutiva del gobierno federal, una extensa organización con cuatro millones de funcionarios, incluido el millón del personal militar en activo. Además el presidente tiene importantes facultades legislativas y judiciales. Dentro de la propia rama ejecutiva, el presidente tiene amplios poderes constitucionales para gestionar asuntos nacionales y los trabajos del gobierno, y puede emitir órdenes ejecutivas que afecten a políticas internas. 
El presidente puede vetar la legislación promulgada por el Congreso; puede ser censurado por una mayoría de la Cámara de Representantes y cesado de sus funciones por una mayoría de dos tercios en el Senado por «traición, cohecho, u otros grandes crímenes o desmanes». El presidente no puede disolver el Congreso ni convocar elecciones especiales, pero tiene la facultad de indultar a criminales convictos de delitos federales (aunque no de crímenes contra un Estado), promulgar órdenes ejecutivas, y, con el consentimiento del Senado designar jueces de la Corte Suprema y jueces federales.
El vicepresidente de los Estados Unidos es el segundo más alto cargo del ejecutivo del gobierno. Como primero en la línea de sucesión al presidente, el vicepresidente accede a presidente de los Estados Unidos (lo que ha sucedido nueve veces) al fallecimiento, dimisión o destitución del presidente. Su único otro deber constitucional es servir como presidente del Senado y desempatar votaciones en esa cámara, pero, con el transcurso de los años la oficina del vicepresidente ha pasado a ser un consejero sénior del Presidente.

### Gabinete, departamentos ejecutivos y agencias
El cumplimiento del día a día y la administración de leyes federales están en manos de varios departamentos ejecutivos federales o Secretarías de Estado de los Estados Unidos (lo que en otros países se los denomina ministerios), creados por el Congreso para gestionar áreas específicas de asuntos nacionales e internacionales. Los jefes de los quince departamentos, elegidos por el presidente y aprobados con el «asesoramiento y consentimiento» del Senado conforman un consejo de asesores generalmente conocido como el Gabinete del Presidente. Los departamentos son:
- Departamento de Agricultura de los Estados Unidos.
- Departamento de Asuntos de los Veteranos de los Estados Unidos.
- Departamento de Comercio de los Estados Unidos.
- Departamento de Defensa de los Estados Unidos.
- Departamento de Educación de los Estados Unidos.
- Departamento de Energía de los Estados Unidos.
- Departamento de Estado de los Estados Unidos.
- Departamento de Interior de los Estados Unidos.
- Departamento de Justicia de los Estados Unidos.
- Departamento de Salud y Servicios Sociales de los Estados Unidos.
- Departamento de Seguridad Nacional de los Estados Unidos.
- Departamento del Tesoro de los Estados Unidos.
- Departamento de Trabajo de los Estados Unidos.
- Departamento de Transporte de los Estados Unidos.
- Departamento de Vivienda y Desarrollo Urbano de los Estados Unidos.

Además de los departamentos, hay un número de funcionarios adicionales con rango de miembro de gabinete. Incluyen: 
- Oficina ejecutiva del Presidente de los Estados Unidos (cuya cabeza es el jefe de gabinete de la casa blanca)
- Oficina de Administración y Presupuesto de los Estados Unidos,
- Oficina del director de inteligencia nacional (cabeza de la comunidad de inteligencia de los Estados Unidos)
- Oficina del Representante de Comercio de los Estados Unidos,
- Agencia de Protección Ambiental
- Agencia Central de Inteligencia
- Misión de los Estados Unidos ante las Naciones Unidas (cuya cabeza es el embajador de Estados Unidos ante las Naciones Unidas)
- Administración de pequeños negocios

También existen un número de agencias independientes del gobierno de Estados Unidos, tales como la Agencia Central de Inteligencia (CIA), la Administración de Alimentos y Drogas (FDA) y la Agencia de Protección Ambiental de los Estados Unidos (EPA)

## Poder judicial
El artículo III de la Constitución establece las bases para el sistema de tribunales federales: «El poder judicial de los Estados Unidos radicará en una Corte Suprema, y aquellos tribunales inferiores que el Congreso en el transcurso del tiempo pueda ordenar y establecer». La judicatura federal se compone de la Corte Suprema de los Estados Unidos, cuyos nueve jueces son designados con carácter vitalicio por el presidente y confirmados por el Senado, y varios «tribunales más bajos o inferiores», entre los cuales están las Cortes de Apelaciones de los Estados Unidos y los tribunales de distrito.
Con esta guía, el primer Congreso dividió la nación en distritos judiciales y creó tribunales federales para cada distrito. De este inicio se ha evolucionado a la estructura actual: la Corte Suprema, trece tribunales de apelación, noventa y cuatro tribunales de distrito, y dos tribunales de jurisdicción especial. El Congreso sigue reteniendo la facultad para crear o eliminar tribunales federales, así como para determinar el número de jueces en el sistema judicial federal. No obstante, no puede abolir la Corte Suprema.
Hay tres niveles de tribunales federales con jurisdicción general, en el sentido de que estos tribunales son competentes para casos criminales y para procesos legales civiles entre particulares. Los otros tribunales, como los tribunales de quiebras y el tribunal de impuestos, son tribunales especializados que solo atienden determinados tipos de casos. Los tribunales de quiebras son ramas de los de distrito, pero técnicamente no son considerados como para del Artículo III porque sus jueces no son designados para servir mientras observen buena conducta. De modo similar, el tribunal de impuesto no lo es de los recogidos por el Artículo III.
Los tribunales de distrito de los Estados Unidos, son los «tribunales de juicios» donde los casos quedan registrados y decididos. Los tribunales de apelación, son tribunales de recurso que oyen los recursos decididos por los tribunales de distrito, y determinadas apelaciones directas de las agencias administrativas. La Corte Suprema de los Estados Unidos, atiende apelaciones sobre las decisiones de las sentencias recurridas ante los tribunales de apelación o sobre los tribunales supremos de un estado (en temas constitucionales) en un muy reducido número de casos.
El poder judicial se extiende a casos que surgen de la Constitución, actos del Congreso, o tratados de los Estados Unidos; casos que afectan a embajadores, ministros, y cónsules de países extranjeros en los Estados Unidos; controversias en las que el gobierno de los Estados Unidos es parte; controversias entre estados americanos (o sus ciudadanos) y naciones extranjeras (o sus ciudadanos o sujetos); y casos de quiebra. La 11.ª enmienda anuló la jurisdicción federal sobre casos en los que ciudadanos de un estado (de EE. UU.) fueran los demandantes y el gobierno de otro estado (también de EE. UU.) fuera el demandado. Esto no alteraba la jurisdicción federal en casos en los que el gobierno de un estado (siempre de EE. UU.) fuera el demandante y el ciudadano de otro estado, el demandado.
Las facultades de los tribunales federales alcanzan a acciones tanto civiles por daños y otros conceptos, como criminales, sujetas a la ley federal. El artículo III ha dado como resultado un juego completo de relaciones entre los tribunales de los estados y los federales. Normalmente, los tribunales federales no atienden casos que tienen que ver con las leyes de un estado. No obstante, algunos casos para los que los tribunales federales tienen jurisdicción pueden ser también seguidos y decididos por los tribunales del estado.
Por tanto, ambos sistemas de tribunales tienen jurisdicción exclusiva en algunas áreas y jurisdicción concurrente en otras.
La Constitución salvaguarda la independencia judicial mediante la provisión de que los jueces federales mantendrán su cargo «mientras observen buen comportamiento». Normalmente, ostentan el cargo hasta que fallecen, se retiran o renuncian. Un juez que comete un delito mientras ejerce puede ser censurado en la misma forma que lo pueden ser el presidente y otros secretarios del gobierno federal. Los jueces de los Estados Unidos son designados por el presidente y confirmados por el Senado. Otra provisión constitucional prohíbe que el Congreso reduzca el sueldo de un juez: el Congreso puede decretar un nuevo salario más bajo que se aplicaría a los jueces a nombrar en el futuro, pero no aquellos que ya estuvieran en el cargo.

### Presidente
- Presidente de los Estados Unidos
- Oficina Ejecutiva del Presidente de los Estados Unidos
- Orden ejecutiva
- Consejería de Estado

### Tribunales
- Corte Suprema de los Estados Unidos
- Tribunales federales de los Estados Unidos
- Cortes de Apelaciones de los Estados Unidos

### Derecho
- Artículo Primero de la Constitución de los Estados Unidos
- Constitución de los Estados Unidos
- Bill of Rights (Estados Unidos)
- Derecho de los Estados Unidos
- Código de los Estados Unidos

### Agencias
Legislativas y judiciales
- Lista de las agencias federales de los Estados Unidos

### Estados y territorios
- Divisiones políticas de los Estados Unidos
- Ámbito territorial de los Estados Unidos
- Estados de los Estados Unidos
- Territorios de los Estados Unidos

### Recursos en español
- GobiernoUSA.gov
- Casa Blanca
- MedlinePlus
- Portal:Estados Unidos. Contenido relacionado con Estados Unidos.